# Rachael Flatt
Rachael Elizabeth Flatt (ur. 21 lipca 1992 w Del Mar, Kalifornia, Stany Zjednoczone) – amerykańska łyżwiarka figurowa, startująca w konkurencji solistek. Mistrzyni Stanów Zjednoczonych z 2010, wicemistrzyni z 2008 i 2009. Mistrzyni Świata Juniorek z 2008.
Od kwietnia 2010 znajduje się na 9. miejscu w rankingu solistek Międzynarodowej Unii Łyżwiarskiej.
Startowała na Igrzyskach w Vancouver. W konkurencji solistek zajęła 7. miejsce.